# Overkill – Durch die Hölle zur Ewigkeit
Overkill – Durch die Hölle zur Ewigkeit (Originaltitel: Fukkatsu no hi; auch bekannt unter dem englischen Titel Virus) ist ein japanischer Katastrophenfilm aus dem Jahr 1980. Er entstand unter der Regie von Kinji Fukasaku und basiert auf dem Roman Der Tag der Auferstehung von Sakyō Komatsu.
Kinostart in Deutschland war am 13. Mai 1982.

## Handlung
Im Jahr 1982 haben Wissenschaftler im Auftrag des US-Militärs das MM-88 entwickelt, ein hochgefährliches Virus, das theoretisch die ganze Welt vernichten könnte. Eine Probe dieses Killervirus verschwindet spurlos und landet in Ostdeutschland bei einem Wissenschaftler namens Dr. Krause. Dieser vertraut sich einer Gruppe Schweizer an, die ihm anbieten, das Virus zu einem Forscher in die Schweiz zu bringen, damit dieser einen Impfstoff entwickeln kann. Aber die Männer entpuppen sich als amerikanische Geheimagenten, die von ihrer Regierung den Auftrag bekommen haben, das MM-88 schnellstmöglich wieder in die USA zu bringen. Während Dr. Krause einem Angriff ostdeutscher Soldaten zum Opfer fällt, gelingt den Agenten mit dem Virus im Gepäck per Flugzeug die Flucht. Doch das Flugzeug stürzt in den Alpen ab und der tödliche Inhalt kann entweichen.
Nur einen Monat später kommt es in Italien zu den ersten Fällen im Zusammenhang mit dem Freiwerden des Erregers, und kurz darauf weitet sich die als „Italienische Grippe“ bekanntgewordene Krankheit zu einer Pandemie aus. US-Präsident Richardson und sein Stab wissen nicht mehr ein noch aus, da sie keine Ahnung haben, worum es sich bei der aus Italien stammenden Grippe genau handelt und über keinerlei wirkungsvolle Impfstoffe verfügen. Weil die Lage immer unübersichtlicher und chaotischer wird, empfiehlt der verrückte Stabschef General Garland dem Präsidenten, die Atomraketen startklar zu machen, da er fürchtet, die Sowjetunion könne die momentane Situation ausnutzen und einen atomaren Angriff auf die USA unternehmen, was Richardson aber empört ablehnt. Derweil sterben die Menschen zu tausenden, bald sind es Millionen, die Menschheit scheint vor der totalen Vernichtung zu stehen, denn nichts und niemand scheint das Virus stoppen zu können. Als der Kampf gegen die Seuche endgültig verloren scheint, sieht einer von Richardsons Senatoren noch eine Chance, dass jemand die Epidemie überleben wird: die Forscher in der Antarktis, da sich das Virus bei extrem niedrigen Temperaturen passiv verhält. Der Präsident setzt sich sofort mit den Forschern um Admiral Conway in Verbindung. Er klärt sie über die aktuelle Lage auf und macht ihnen klar, dass die Zukunft der Menschheit nun ganz bei ihnen liegt und stirbt kurz darauf. Der inzwischen völlig wahnsinnig gewordene Garland programmiert daraufhin das nukleare Waffenarsenal der USA auf automatische Selbstverteidigung und stirbt ebenfalls.
Währenddessen hat Admiral Conway die Repräsentanten der verschiedenen Nationen zu einer Versammlung in der amerikanischen Forschungsstation Palmer einberufen, wo eine neue Regierung, der Antarktisrat gebildet wird. Nach anfänglichen Schwierigkeiten gelingt es den Überlebenden, bestehend aus 855 Männern und acht Frauen, sich an die neue Umgebung anzupassen, und als es ein Jahr später den ersten Nachwuchs gibt, scheint das Überleben der Menschheit gesichert zu sein. Doch eines Tages macht der japanische Seismologe Yoshizumi eine schreckliche Entdeckung: Washington steht ein schweres Erdbeben bevor, was einen Nuklearschlag der USA auslösen wird. Das hätte einen massiven Gegenschlag der Sowjetunion zur Folge und eine dieser Raketen ist ausgerechnet auf die Palmer-Station gerichtet. Darum entschließen sich Yoshizumi und Major Carter, mit dem britischen Atom-U-Boot Nereid nach Washington zu reisen, um das Schlimmste zu verhindern. Aber ihr Versuch misslingt, und die ganze Welt vergeht im atomaren Feuersturm. Yoshizumi, der die Katastrophe wie durch ein Wunder überlebt hat, wandert daraufhin jahrelang durch die Einöde, in der Hoffnung, auf andere Überlebende zu treffen.

## Hintergrund
Mit einem Budget von 16 Millionen Dollar war Virus (internationaler Titel) seinerzeit der teuerste Spielfilm Japans. Doch der große Erfolg, den sich Produzent Haruki Kadokawa erhofft hatte, blieb aus: in Japan war das 156-minütige Katastrophenepos trotz seines enormen Aufwands und seines beachtlichen Staraufgebots (u. a. Westernlegende Glenn Ford, Bo Svenson, Olivia Hussey, George Kennedy, Chuck Connors und Henry Silva) ein Flop.
Ursprünglich sollte John Frankenheimer Regie führen. Weil dieser aber nicht zur Verfügung stand, übernahm
schließlich der durch viele Yakuza-Filme bekannt gewordene Kinji Fukasaku die Regie.
Für die internationalen Märkte wurde der Film von 156 Minuten auf 108 Minuten gekürzt. Dabei fielen hauptsächlich
die Szenen weg, die die Vorgeschichte der japanischen Antarktiscrew genauer beleuchteten. Für die Postproduktion war William R. Kowalchuk junior verantwortlich. Doch auch in dieser stark gekürzten Fassung blieben dem Film größere Erfolge verwehrt.

## DVD-Veröffentlichung
Am 18. September 2008 erschien der Film in Deutschland unter dem Titel Apokalypse – Das Ende der Welt erstmals auf DVD. Diese Fassung hat eine Laufzeit von 113 Minuten und basiert, anders als frühere Veröffentlichungen, auf der japanischen Originalversion.
Am 5. August 2016 erschien Overkill in Deutschland erstmals ungekürzt auf DVD und Blu-ray Disc. Die in früheren deutschen Veröffentlichungen fehlenden Szenen wurden im japanischen Originalton belassen und deutsch untertitelt.
Der Film erschien ebenfalls unter dem Titel Tödlicher Virus – Das Ende der Welt.

## Kritiken
Das Lexikon des internationalen Films schrieb: „Der offensichtlich fürs japanische Fernsehen gedrehte Katastrophenfilm verliert sich nicht in spektakulären Actionszenen und tendenziöser Schwarzweißmalerei, sondern gibt sich eher pseudodokumentarisch. Er wirkt allerdings über weite Strecken schwerfällig, geschwätzig und nur mäßig spannend.“
Die Kinozeitschrift Cinema urteilte: „Imposante Aufnahmen, Tricks o.k., dröge erzählt.“